# Gerrit Niehaus
Gerrit Niehaus (Deventer, 7 juli 1940 – aldaar, 11 februari 2025) was een Nederlands voetballer die als profvoetballer uitkwam voor Go Ahead. Hij speelde als linksbuiten en had de bijnaam De rossige kuif (Rooie Gait), vanwege zijn rode haar en koptechniek.
Hij was zoon van Willemina Johanna Kroezen en metselaar Gerrit Niehaus. Hijzelf was getrouwd met Jannie Nienhuis.

## Loopbaan

### Beginjaren
Niehaus woonde om de hoek bij de Adelaarshorst. Samen met Dick Schneider, Wietze Veenstra, Gerard Wüstefeld en Hans Bleijenberg voetbalde hij op straat in de buurt van Hof van Colmschate.
Hij kwam uit de eigen kweek van de Deventer voetbalclub. Hij speelde in vertegenwoordigende jeugdelftallen en Jong Oranje. Bij zijn internationale debuut op 31 maart 1962 scoorde hij voor Jong Oranje de openingstreffer tegen Jong België (3-1).

### Opmars
Hij debuteerde als zeventienjarige op 8 september 1957 in het eerste elftal in de seizoensopening op bezoek bij Be Quick (1-1). Go Ahead maakte in die tijd een mindere periode door en was in het seizoen 1956/57 als dertiende geëindigd in de Tweede divisie A. In zijn debuutjaar bereikte de club de derde plaats en een seizoen later pakte Go Ahead het kampioenschap in de Tweede divisie B en promoveerde. 
Niehaus is de enige speler van Go Ahead die de opmars vanuit de Tweede divisie naar de top van de Eredivisie meemaakte. In het seizoen 1962/63 promoveerde Go Ahead via de tweede plaats in de Eerste divisie naar de Eredivisie. 

### Geen rentree
In de jaren zestig kwam er belangstelling van PSV, Feijenoord en de voorlopers van FC Twente, maar Go Ahead wilde hem niet laten gaan. De club schroefde de transfersom op tot 125.000 gulden. Daardoor werd wel zijn salaris, hij was semiprof, verhoogd. Hij kwam ook uit voor het Nederlands militair elftal. In 1967 werd hij door Go Ahead benoemd tot lid van verdienste. Na het seizoen 1968/69 gaf hij aan dat hij wilde stoppen. Zijn aannemersbedrijf, dat hij van zijn vader overnam, liet te weinig tijd over om overdag trainingen te volgen. Coach František Fadrhonc haalde hem eind oktober 1969 over voor een terugkeer. De prestaties vielen tegen nadat Go Ahead medio 1969 ook Nico Rijnders (naar Ajax) en Wietze Veenstra (aan PSV) was kwijtgeraakt. Saillant detail was dat Niehaus weer in contact kwam met zijn club omdat hij met zijn bedrijf geisers plaatste in het Deventer stadion. Een rentree bleef uit omdat er geen overeenstemming kwam over het contract.
Na de zomer van 1970 speelde hij enige tijd bij amateurclub Daventria. In 2022 keerde hij nog eenmaal terug bij zijn club. Hij werd in het zonnetje gezet met een ereronde omdat een ingang van de Leo Halle Tribune werd naar hem vernoemd. 
Hij staat in 2025 nog steeds op de tweede plaats als Go Ahead-topscorer aller tijden. Hij scoorde in 311 wedstrijden 73 keer en moet alleen Cees van Kooten voor zich dulden.
Niehaus overleed, na enige tijd in een zorginstelling te hebben doorgebracht, in februari 2025 op 84-jarige leeftijd. Hij werd in besloten kring gecremeerd.

## Carrièrestatistieken
| Seizoen | Club     | Land      | Competitie       | Competitie | Competitie | Beker | Beker | Internationaal | Internationaal | Overig | Overig | Totaal | Totaal |
| Seizoen | Club     | Land      | Competitie       | Wed.       | Dlp.       | Wed.  | Dlp.  | Wed.           | Dlp.           | Wed.   | Dlp.   | Wed.   | Dlp    |
| ------- | -------- | --------- | ---------------- | ---------- | ---------- | ----- | ----- | -------------- | -------------- | ------ | ------ | ------ | ------ |
| 1957/58 | Go Ahead | Nederland | Tweede divisie B | 8          | 0          | –     | –     | –              | –              | –      | –      | 8      | 0      |
| 1958/59 | Go Ahead | Nederland | Tweede divisie B | 21         | 4          | –     | –     | –              | –              | –      | –      | 21     | 4      |
| 1959/60 | Go Ahead | Nederland | Eerste divisie B | 30         | 10         | –     | –     | –              | –              | –      | –      | 30     | 10     |
| 1960/61 | Go Ahead | Nederland | Eerste divisie B | 27         | 8          | 4     | 0     | –              | –              | –      | –      | 31     | 8      |
| 1961/62 | Go Ahead | Nederland | Eerste divisie A | 33         | 5          | 0     | 0     | –              | –              | –      | –      | 33     | 5      |
| 1962/63 | Go Ahead | Nederland | Eerste divisie   | 24         | 10         | 1     | 1     | –              | –              | –      | –      | 25     | 11     |
| 1963/64 | Go Ahead | Nederland | Eredivisie       | 18         | 1          | 2     | 1     | –              | –              | –      | –      | 20     | 2      |
| 1964/65 | Go Ahead | Nederland | Eredivisie       | 29         | 2          | 6     | 3     | –              | –              | –      | –      | 35     | 5      |
| 1965/66 | Go Ahead | Nederland | Eredivisie       | 22         | 6          | 5     | 5     | 2              | 0              | –      | –      | 29     | 11     |
| 1966/67 | Go Ahead | Nederland | Eredivisie       | 31         | 7          | 4     | 0     | 0              | 0              | –      | –      | 35     | 7      |
| 1967/68 | Go Ahead | Nederland | Eredivisie       | 34         | 12         | 6     | 1     | –              | –              | –      | –      | 40     | 13     |
| 1968/69 | Go Ahead | Nederland | Eredivisie       | 34         | 8          | 2     | 1     | –              | –              | –      | –      | 36     | 9      |
| Totaal  | Totaal   | Totaal    | Totaal           | 311        | 73         | 30    | 12    | 2              | 0              | 0      | 0      | 343    | 85     |

## Erelijst
Go Ahead
| Nationaal      |    |         |
| Tweede divisie | 1x | 1958/59 |